# Atletiek op de Olympische Zomerspelen 2024 – 3000 meter steeplechase mannen
De 3000 meter steeplechase voor mannen  op de Olympische Zomerspelen 2024 vond plaats op 5 en 7 augustus in het Stade de France in Parijs. Titelverdediger Soufiane El Bakkali prolongeerde in 2024 zijn titel, het zilver was voor Kenneth Rooks uit de Verenigde Staten en het brons werd gewonnen door de Keniaan Abraham Kibiwot.

## Records
Voorafgaand aan het toernooi waren dit het wereldrecord en het olympisch record.
| Wereldrecord     | Ethiopië Lamecha Girma  | 7:52.11 | Parijs         | 9 juni 2023      |
| Olympisch record | Kenia Conseslus Kipruto | 8.03,28 | Rio de Janeiro | 17 augustus 2016 |

## Resultaten

### Series
De eerste drie van elke serie kwalificeerden zich direct voor de finale (Q). Van de overgebleven atleten kwalificeerden de zes tijdsnelsten zich ook voor de finale (q).

#### Serie 1
| Rang | Naam                | Naam | Tijd    | Bijz. |
| ---- | ------------------- | ---- | ------- | ----- |
| 1    | Soufiane El Bakkali | MAR  | 8:17.90 | Q     |
| 2    | Leonard Chemutai    | UGA  | 8:18.19 | Q, SB |
| 3    | Getnet Wale         | ETH  | 8:18.25 | Q     |
| 4    | Daniel Arce         | ESP  | 8:18.31 | Q     |
| 5    | Ahmed Jaziri        | TUN  | 8:18.33 | Q, SB |
| 6    | Amos Serem          | KEN  | 8:18.41 | q     |
| 7    | Karl Bebendorf      | GER  | 8:20.46 |       |
| 8    | Nicolas-Marie Daru  | FRA  | 8:20.52 |       |
| 9    | Ruben Querinjean    | LUX  | 8:27.97 |       |
| 10   | James Corrigan      | USA  | 8:36.67 |       |
| 11   | Yassin Bouih        | ITA  | 8:40.34 |       |
| 12   | Bilal Tabti         | ALG  | 9:04.81 |       |

#### Serie 2
| Rang | Naam              | Naam | Tijd    | Bijz. |
| ---- | ----------------- | ---- | ------- | ----- |
| 1    | Mohamed Tindouft  | MAR  | 8:10.62 | Q, PB |
| 2    | Samuel Firewu     | ETH  | 8:11.61 | Q     |
| 3    | Abraham Kibiwot   | KEN  | 8:12.02 | Q     |
| 4    | Ryuji Miura       | JPN  | 8:12.41 | Q     |
| 5    | Avinash Sable     | IND  | 8:15.43 | Q     |
| 6    | Matthew Wilkinson | USA  | 8:16.82 |       |
| 7    | Nahuel Carabaña   | AND  | 8:19.44 |       |
| 8    | Osama Zoghlami    | ITA  | 8:20.52 |       |
| 9    | Alexis Miellet    | FRA  | 8:22.08 |       |
| 10   | Velten Schneider  | GER  | 8:25.75 |       |
| 11   | Matthew Clarke    | AUS  | 8:49.85 |       |
|      | Tomáš Habarta     | CZE  | DNF     |       |

#### Serie 3
| Rang | Naam                  | Naam | Tijd           | Bijz. |
| ---- | --------------------- | ---- | -------------- | ----- |
| 1    | Lamecha Girma         | ETH  | 8:23.89        | Q     |
| 2    | Kenneth Rooks         | USA  | 8:24.95 (.941) | Q     |
| 3    | Simon Koech           | KEN  | 8:24.95 (.942) | Q     |
| 4    | Mohamed Amin Jhinaoui | TUN  | 8:25.24        | Q     |
| 5    | Jean-Simon Desgagnés  | CAN  | 8:25.28        | Q     |
| 6    | Frederik Ruppert      | GER  | 8:25.31        |       |
| 7    | Geordie Beamish       | NZL  | 8:25.86        |       |
| 8    | Ryoma Aoki            | JPN  | 8:29.03        |       |
| 9    | Louis Gilavert        | FRA  | 8:29.16        |       |
| 10   | Ben Buckingham        | AUS  | 8:32.12        |       |
| 11   | Topi Raitanen         | FIN  | 8:33.12        |       |
| 12   | Faid El Mostafa       | MAR  | 8:39.48        |       |

### Finale
| Rang   | Naam                  | Naam | Tijd    | Bijz. |
| ------ | --------------------- | ---- | ------- | ----- |
| Goud   | Soufiane El Bakkali   | MAR  | 8:06.05 | SB    |
| Zilver | Kenneth Rooks         | USA  | 8:06.41 | PB    |
| Brons  | Abraham Kibiwot       | KEN  | 8:06.47 | SB    |
| 4      | Mohamed Amin Jhinaoui | TUN  | 8:07.73 | NR    |
| 5      | Ahmed Jaziri          | TUN  | 8:08.02 | PB    |
| 6      | Samuel Firewu         | ETH  | 8:08.87 |       |
| 7      | Simon Koech           | KEN  | 8:09.87 | SB    |
| 8      | Ryuji Miura           | JPN  | 8:11.72 |       |
| 9      | Getnet Wale           | ETH  | 8:12.33 |       |
| 10     | Daniel Arce           | ESP  | 8:13.80 |       |
| 11     | Avinash Sable         | IND  | 8:14.18 |       |
| 12     | Mohamed Tindouft      | MAR  | 8:14.82 |       |
| 13     | Jean-Simon Desgagnés  | CAN  | 8:19.31 |       |
| 14     | Amos Serem            | KEN  | 8:19.74 |       |
| 15     | Leonard Chemutai      | UGA  | 8:20.03 |       |
|        | Lamecha Girma         | ETH  | DNF     |       |

1920: Percy Hodge ·
1924: Ville Ritola ·
1928: Toivo Loukola ·
1932: Volmari Iso-Hollo ·
1936: Volmari Iso-Hollo ·
1948: Tore Sjöstrand ·
1952: Horace Ashenfelter ·
1956: Chris Brasher ·
1960: Zdzisław Krzyszkowiak ·
1964: Gaston Roelants ·
1968: Amos Biwott ·
1972: Kipchoge Keino ·
1976: Anders Gärderud ·
1980: Bronisław Malinowski ·
1984: Julius Korir ·
1988: Julius Kariuki ·
1992: Matthew Birir ·
1996: Joseph Keter ·
2000: Reuben Kosgei ·
2004: Ezekiel Kemboi ·
2008: Brimin Kipruto ·
2012: Ezekiel Kemboi ·
2016: Conseslus Kipruto ·
2020: Soufiane El Bakkali ·
2024: Soufiane El Bakkali